# Bewaffneter Konflikt in Kolumbien
In Kolumbien findet über mehr als fünfzig Jahre ein bewaffneter Konflikt statt, dessen Beginn auf die Jahre 1964 bis 1966 datiert wird. Obwohl im Juni 2016 die kolumbianische Regierung mit der größten Guerilla, der FARC-EP, einen endgültigen Waffenstillstand vereinbarte, gibt es noch weitere Gruppen wie die ELN-Guerilla. Nach den Vereinbarungen mit den paramilitärischen Gruppen im Jahr 2016 und nach dem Abkommen mit der FARC-Guerilla sind weitere neue Gruppen entstanden. „Nach dem Abzug ist ein Machtvakuum entstanden, das der Staat nie füllte. Neue Gruppen kämpfen um die Vormachtstellung, wie die kleinere ELN-Guerilla, rechte Paramilitärs, Verbrechersyndikate, die mit mexikanischen Drogenkartellen verbunden sind, aber auch ehemalige FARC-Kämpfer, die sich wieder be- oder nie entwaffnet haben“.
Der Friedensvertrag wurde Ende November 2016 durch den kolumbianischen Senat und das Repräsentantenhaus gebilligt, nachdem ein vorheriger Entwurf in einem Volksentscheid mit knapper Mehrheit abgelehnt worden war. Über 6500 FARC-Guerilla gaben bis im Juni 2017 ihre Waffen ab und sollten in Entwaffnungszonen zum Leben in der Zivilgesellschaft befähigt werden. Für seine Bemühungen im Friedensprozess wurde dem kolumbianischen Präsidenten Juan Manuel Santos 2016 der Friedensnobelpreis zuerkannt.
Im September 2019 kündigte ein Teil der FARC die Wiederbewaffnung an, da eine Armutsbekämpfung und ein Ende der Verfolgung von ehemaligen FARC-Mitgliedern, trotz Zusagen nicht eingehalten worden seien.

## Beteiligte Parteien

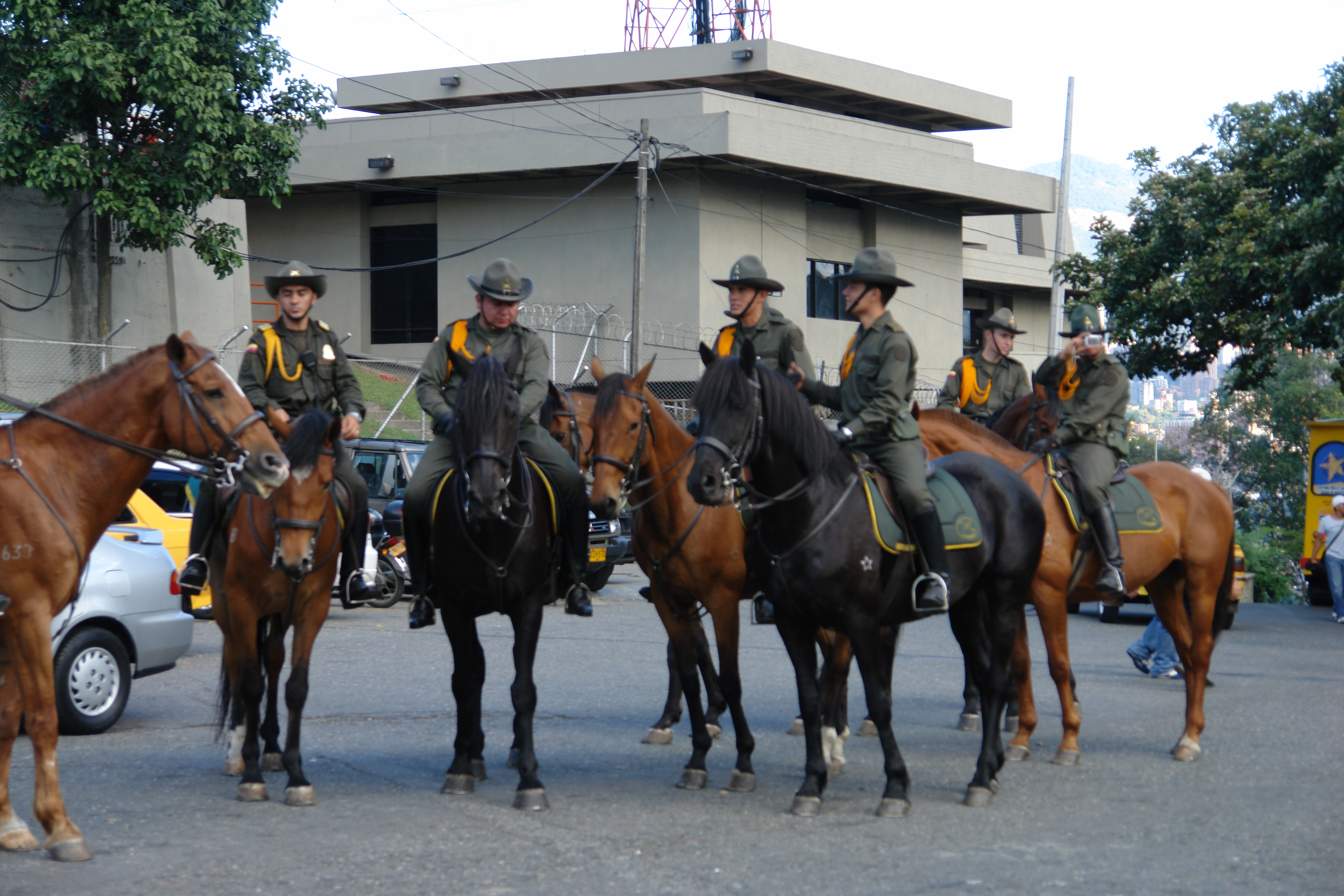
Berittene Carabineros der Policia Nacional

- Die kolumbianische Polizei, die Streitkräfte Kolumbiens und der Inlandsgeheimdienst Departamento Administrativo de Seguridad (DAS)
- bis ca. 2006 die Autodefensas Unidas de Colombia (AUC), ein Dachverband paramilitärischer Gruppierungen unterschiedlichen Ursprungs, und
- die Guerillagruppen Fuerzas Armadas Revolucionarias de Colombia – Ejército del Pueblo (FARC-EP) und Ejército de Liberación Nacional (ELN).

Die Drogenmafia ist keine eigenständige Partei in diesem Konflikt, sondern mit einer oder mehreren dieser Parteien verbündet, beziehungsweise hat sie ganz oder teilweise zersetzt, da sich Guerilleros und Paramilitärs seit Anfang der 1980er Jahre verstärkt durch den Anbau und Verkauf von Drogen, insbesondere Kokain, finanzieren. Aus diesem Grund fasst zumindest die kolumbianische Regierung die Nachfolgeorganisationen der AUC unter dem Begriff BACRIM (bandas criminales emergentes) bzw. GAO (grupos armados organizados) zusammen.

## Chronik des Konflikts
Seit der Unabhängigkeit des Landes gab es mehrere Bürgerkriege, die, neben Konflikten um die Landfrage, aus den traditionellen Rivalitäten zwischen liberaler und konservativer Partei resultierten. Wichtige Daten im Konflikt sind:
- 1860–1862 Bürgerkrieg in der Granada-Konföderation, der zur Gründung der Vereinigten Staaten von Kolumbien führte
- 1899–1902 Krieg der Tausend Tage, gewaltsame Aneignung von Kleinbauernland durch Großgrundbesitzer im Zuge des Kaffeebooms mit geschätzten 100.000 Opfern in den Mittleren Anden
- 1928 Arbeitskampf auf den Bananenplantagen der United Fruit Company, Massaker von Ciénaga/Santa Marta
- 1948–1952 Bürgerkrieg zwischen Konservativen und Liberalen, ausgelöst durch die Ermordung des liberalen Präsidentschaftskandidaten Jorge Eliécer Gaitán und seine angekündigte Agrarreform und den darauf folgenden blutigen Unruhen in der Hauptstadt (auch als Bogotazo bekannt). Die Gewalt setzte sich in den folgenden Jahren in ländlicheren Gebieten fort und ist heute als La Violencia bekannt.
- 1960–1970 „Smaragdkrieg“ (Guerra de las Esmeraldas) in der Region Boyacá, welcher zur Bildung des Cartel de Esmeralderos führte.
- seit 1983 Drogenkrieg und Gründung paramilitärischer Einheiten, welche die Beseitigung oppositioneller Gruppen verfolgen (auch als „Schmutziger Krieg“ bekannt)
- 2012–2016 Friedensgespräche zwischen der FARC-EP und der kolumbianischen Regierung. Vereinbarung eines endgültigen Waffenstillstands mit dieser Guerilla. Am 26. September unterschrieben die FARC und die Regierung den Friedensvertrag. Am 2. Oktober fand ein (nicht bindendes) Referendum statt, bei dem die Abstimmenden den Friedensvertrag entgegen den Prognosen mit knapp über 50 % der Stimmen ablehnten.[9] Entgegen vorheriger Ankündigungen ließen beide Seiten hoffen, am Waffenstillstand fest zu halten. Eine offene Frage blieb, wie lange die FARC überhaupt finanziell aufrechterhalten werden könne, ohne ihre kriminellen Aktivitäten wieder aufzunehmen.[10] Im November 2016 wurde in Havanna ein neuer Friedensvertrag mit Zugeständnissen der FARC geschlossen, der am 30. November von beiden Kammern des Kongresses ohne Gegenstimme gutgeheißen wurde. Die Gegner hatten die Abstimmung boykottiert und die Vorlage wurde nicht mehr dem Volk vorgelegt.[11][12]

## Strukturen des Konflikts

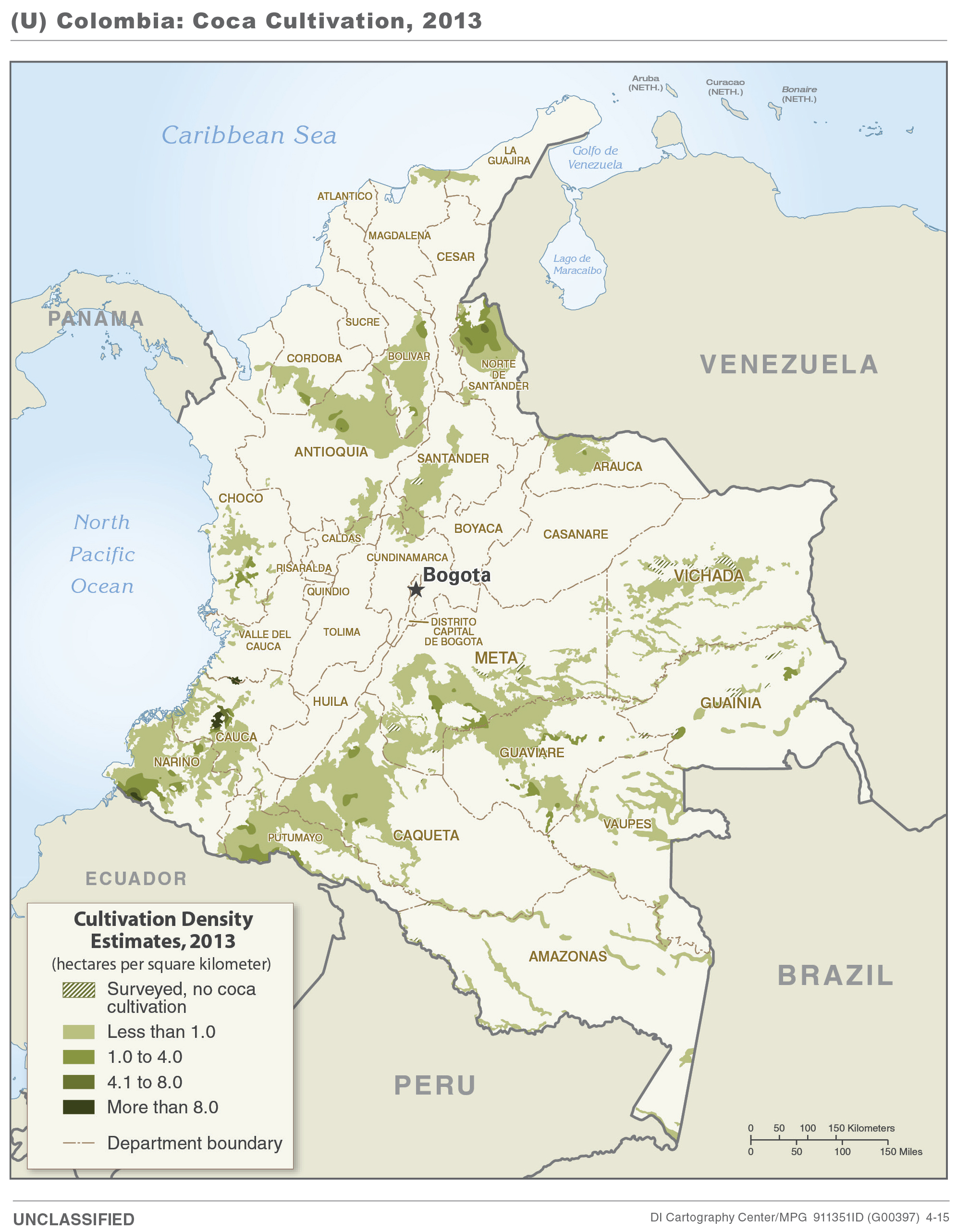
Karte Kokaanbau in Kolumbien 2015

Die linksgerichteten Guerillagruppen kämpfen gegen das kolumbianische Militär. Die rechtsgerichteten Paramilitärs stehen im Konflikt mit den Guerillagruppen. Beide Parteien verüben auch Anschläge auf die Zivilbevölkerung und verletzen die Menschenrechte.
Es wird davon ausgegangen, dass etwa 20.000 Menschen auf Seiten der Guerilleros und – selbst nach ihrer vermeintlichen Demobilisierung – circa 8000 bis 9000 Menschen auf Seiten der Paramilitärs kämpften. Manche Guerillagruppen waren so einflussreich, dass sie Teile des Landes kontrollierten, auch nach der Entwaffnung der FARC 2017 gab es noch Gebiete, über die der Staat keine Kontrolle hatte.
Nach Aussagen der Guerilla handelte es sich bei den Gebieten, welche nicht unter der Kontrolle des Staates waren, Anfang der 2000er-Jahre um die Hälfte des Territoriums Kolumbiens. In den Grenzgebieten zu Ecuador, Venezuela und Panama, in denen besonders viel Koka angebaut wird, sind die Guerilleros und bewaffnete Banden noch immer stark vertreten. Bis zum Beginn des Friedensprozesses mit der FARC hatte die kolumbianische Regierung behauptet, dass die Guerillas durch Venezuela und Ecuador geduldet oder gar unterstützt würden. Die Regierungen der Länder bestritten dies jedoch.
Paramilitärs werden von Teilen des kolumbianischen Militärs geduldet und zum Teil sogar unterstützt. Der Abschlussbericht der Sonderstaatsanwaltschaft für Frieden und Gerechtigkeit nennt als Auftraggeber der paramilitärischen Verbrechen auch Senatoren, Mitglieder des Repräsentantenhauses, Gouverneure, Bürgermeister und Stadträte. Diese arbeiteten direkt mit den paramilitärischen Verbänden zusammen und gehören fast ausschließlich zu den konservativen Parteien, die den Präsidenten Alvaro Uribe unterstützen. Nachgewiesen wurde auch eine direkte Unterstützung durch transnationale Unternehmen, darunter Chiquita. Da die Betroffenen kein Interesse hatten, diese Verbindungen offenzulegen, gibt es hier viele Mutmaßungen. Seit 2002 haben die in der AUC zusammengeschlossenen Gruppierungen ihre Entwaffnung angekündigt. Im Gegenzug können sie mit einem reduzierten Strafmaß rechnen. Auch die Paramilitärs finanzieren sich zum großen Teil aus dem Koka-Anbau und dem Handel mit Kokain. Viele Drogenbarone haben sich in die paramilitärischen Strukturen eingekauft beziehungsweise sich zu diesen bekannt, um die den Paramilitärs gewährte Strafminderung genießen zu können und einer Auslieferung an die USA zu entgehen.
Obwohl die Demobilisierung im April 2006 offiziell abgeschlossen wurde, gibt es weiterhin paramilitärische Gruppen in Kolumbien. Der UN-Menschenrechtskommissar für Kolumbien ging 2006 sogar davon aus, dass die Demobilisierung nicht zu einer verringerten Präsenz der Paramilitärs geführt habe. Der Paramilitarismus hatte das Parlament, die Polizei und die Streitkräfte unterwandert. Paramilitärs behaupten, sie hätten 35 Prozent der Parlamentarier gekauft. Parlamentarier mussten sich 2007 wegen ihrer Verbindungen mit Paramilitärs vor Gericht verantworten. Die Anschuldigungen lauteten auf Konspiration, Erpressung, Entführung in besonders schweren Fällen und Geldwäsche. Weitere Politiker sollen eine Übereinkunft mit Paramilitärs getroffen haben.
Die USA unterstützen die kolumbianische Regierung mit Waffenlieferungen, Hubschraubern, Piloten und Ausbildern. Dies geschieht mit dem Ziel, den Drogenanbau und die Drogenkriminalität zu bekämpfen, wobei insbesondere die Guerillagruppen, die sich selbst als linksgerichtet bezeichnen, von den USA als Narcoterroristas („Drogenterroristen“) bezeichnet werden.
Eine zentrale Rolle im bewaffneten Konflikt in Kolumbien spielt der Plan Colombia der kolumbianischen Regierung aus dem Jahre 1999, der es der Armee ermöglichte, im Inneren in polizeilichen Aufgabenbereichen aktiv zu werden. Die USA unterstützen den Plan Colombia mit mehreren Milliarden Dollar Militärhilfe finanziell, personell und mit Rüstungslieferungen. Ein Teil der personellen Unterstützung wird durch private Sicherheits- und Militärunternehmen geleistet. Bedeutender Bestandteil des Plan Colombia ist die Vernichtung von Drogenanbaufeldern durch Besprühung mit Pflanzenvernichtungsmitteln im Rahmen der Bekämpfung des Drogenhandels.

## Massaker
- Ciénaga-Massaker: Massaker an Bananenarbeitern von 1928 («Matanza de las Bananeras») am 6. Dezember 1928 in Ciénaga bei Santa Marta. Ausgelöst durch einen Streik der Bananenarbeiter gegen die United Fruit Company ließ General Cortés Vargas nach der Sonntagsmesse auf die streikenden Bananenarbeiter mit Maschinengewehren feuern. Die Opferzahlen sind strittig: 47 bis 2.000 Opfer. (Garcia Marquéz verarbeitete den Stoff literarisch in seinem Werk „Hundert Jahre Einsamkeit“.)
- Urabá-Massaker: 1988 wurden bei Streiks 20 Bananenarbeiter von Paramilitärs ermordet.
- Segovia-Massaker: 1988 tötete das Bataillon Bomboná der XIV. Brigade in einem Park von Segovia/Antioquia 43 Menschen mit Maschinenpistolen und Handgranaten.
- Trujillo-Massaker: In den Jahren 1988–91 wurden 107 bis 300 Personen in Trujillo/Valle del Cauca durch Mitglieder des Cali-Kartells und der AUC getötet und mit Motorsägen verstümmelt.[19]
- Villatina-Massaker: 1992 wurden in Medellín aus Rache an mehreren Polizistenmorden durch Jugendgangs 8 Kinder und 1 Erwachsener durch die Polizei hingerichtet.
- Riofrio-Massaker: 1993 wurden 13 Menschen durch Heer und Paramilitärs ermordet.
- La-Gabarra-Massaker: 1996 töteten AUC und FARC 43 Personen.
- El-Aro-Massaker: 1997 wurden bei Itanguo/Antioquia 15 FARC-Anhänger und ihre Familien von rechtsgerichteten Paramilitärs ermordet.
- Mapiripán-Massaker: 1997 infiltrierten die AUC im Departamento Meta in vom Heer eroberte Zonen und töteten die Dorfbewohner von Mapiripán mit Macheten und Motorsägen. Die Opferzahlen sind unbekannt, da die Leichen in einen Fluss geworfen wurden.
- Villanueva-Massaker 1998: 11 Tote durch AUC-Säuberungen.
- Santo-Domingo-Massaker: 1998 tötete das Heer 17 Dorfbewohner.
- Playón-de-Orozco-Massaker: 1999 wurden 27 Menschen ermordet.
- Macayepo-Massaker: 2000 kostete eine AUC-Liquidierungswelle 15? Menschen das Leben.
- El-Salado-Massaker: Im Jahr 2000 wurden 40 Kleinbauern von Paramilitärs ermordet.
- Chengue-Massaker: 2001 starben 27 Menschen bei einer Säuberungsaktion.
- Alto-Nay-Massaker: 2001 wurden 120 Menschen aus der Landbevölkerung bei Alto Naya ermordet.
- Bojayá-Massaker: 2002 tötete die FARC in der Provinz Chocó 119 Menschen, die in der Dorfkirche von Bojayá Schutz gesucht hatten.
- Bahia-Portete-Massaker: 2004 ermordete die AUC 12, vielleicht sogar 30 Bauern.
- Tibú-Massaker: 2004 massakrierten die FARC bei Catatumbo im Departement Guajira Wayuu-Indigene in verschiedenen Dörfern.
- Candelaria-Massaker: 2004 wurden bei Candelaria im Valle del Cauca 11 Personen im Drogenkrieg von Paramilitärs ermordet.
- Massaker von San José de Apartadó 2005: Im Februar 2005 wurden 8 Menschen, darunter der Leiter der Friedensgemeinde San José de Apartadó, sowie 5 Kinder brutal ermordet und zerstückelt. Im November 2007 wurde ein ranghoher Offizier dafür verurteilt.

## Opfer
Im kolumbianischen Konflikt sind zwischen 1958 und 2012 etwa 218.000 Menschen umgekommen, davon 81 % Zivilisten. Die Vereinten Nationen warfen den Paramilitärs 2008 vor, für 80 % der Tode verantwortlich zu sein. Im Allgemeinen werden jedoch allen Beteiligten – Paramilitärs, Guerillas und staatlichen Kräften – schwere Menschenrechtsverletzungen vorgeworfen.
Bis 2012 wurden etwa 23.000 Personen Opfer selektiver Morde (u. a. 35,4 % durch Paramilitärs, 16,8 % durch Guerillas und 10,1 % durch staatliche Kräfte). Infolge von Massakern starben circa 11.700 Menschen (56 % durch Paramilitärs, 17 % durch Guerillas und 8 % durch staatliche Kräfte). Außerdem wurden bis 2012 insbesondere zur Finanzierung des Konfliktes, aber teilweise auch zur Destabilisierung des politischen Systems 27.000 Personen von den bewaffneten illegalen Gruppierungen entführt (90, 6 % durch Guerillas und 9,4 % durch Paramilitärs). Zudem wurden circa 25.000 Personen Opfer von Verschwindenlassen. Schätzungen zufolge sind bis 2012 zwischen 4,7 und 5,7 Millionen Menschen Opfer von Vertreibungen geworden.
Bekannte Geiseln sind unter anderem Íngrid Betancourt und Pablo Moncayo. Moncayos Vater, Gustavo Moncayo, machte 2007 auf sich und das Schicksal seines entführten Sohnes aufmerksam, indem er in 46 Tagen von seinem Heimatdorf Sandoná in das über 1000 Kilometer entfernte Bogotá wanderte, um für die Freilassung der FARC-Geiseln zu demonstrieren. Íngrid Betancourt wurde am 2. Juli 2008 nach sechs Jahren Geiselhaft zusammen mit drei US-Amerikanern und elf kolumbianischen Militärangehörigen von den kolumbianischen Streitkräften in einer Kommando-Aktion befreit.
Auch deutsche Organisationen setzen sich für die Opfer und für Versöhnung in den Bürgerkriegsregionen ein. Beispielsweise baut die Hoffnungsträger Stiftung (Leonberg) gemeinsam mit ihrem Partner Confraternidad Carcelaria de Colombia sogenannte Dörfer der Versöhnung auf, in denen ehemalige Guerilleros gemeinsam mit Einwohnern eine intakte Infrastruktur für Bürgerkriegsopfer schaffen. Sie bauen oder renovieren Häuser und Schulen, richten Werkstätten ein und machen landwirtschaftliche Flächen nutzbar. Ziel ist, FARC-Rebellen und Dorfbewohnern den Weg zurück ins Leben zu ebnen.

## Regionalisierung des Konflikts
Von den innenpolitischen Konflikten Kolumbiens sind auch die Nachbarländer stark betroffen. Guerilla, Paramilitärs und Regierungskräfte Kolumbiens respektieren oftmals nicht die Landesgrenzen und kolumbianische Drogenhändler exportieren einen Großteil ihrer Lieferungen für die USA und Europa über die Nachbarländer. Viele Flüchtlinge, aus ihrem Dorf oder Stadtviertel vertriebene Menschen, suchen Zuflucht in den Nachbarländern.

### Brasilien
1998 verletzten kolumbianische Kampfflugzeuge brasilianisches Hoheitsgebiet, als sie die Rückeroberung der Grenzstadt Mitú unterstützten, welche von der FARC tagelang besetzt gehalten worden war.

### Panama
In der Grenzregion von Kolumbien und Panama kam es wiederholt zu Übergriffen der Paramilitärs gegen die Zivilbevölkerung auch auf panamaischem Territorium und zu Kämpfen zwischen Guerilla und paramilitärischen Verbänden. Die kolumbianischen Paramilitärs der AUC raubten 2002 in Panama mehrere Hubschrauber.

### Venezuela
Die Präsenz kolumbianischer Paramilitärs in Venezuela wurde erstmals im Dezember 1997 offiziell bestätigt, nachdem sieben Paramilitärs in Apure unter dem Verdacht einer Entführung festgenommen worden waren. Der damalige Chef und Gründer der kolumbianischen AUC-Paramilitärs Carlos Castaño erklärte 1997, sich mit 140 Unternehmern, Viehzüchtern und Großgrundbesitzern in Barinas, Táchira und Zulia getroffen zu haben, um paramilitärische Strukturen in diesen Bundesstaaten aufzubauen. Im Jahr 2000 entführten die AUC den venezolanischen Industriellen Richard Boulton. 2002 bestätigte Castaño, eine venezolanische Partnerorganisation namens AUV auszubilden. Deren Kommandant „Antonio“ erklärte im Dezember 2003, seine Gruppe könne auf 2500 Bewaffnete zählen. Ihr Ziel sei, Hugo Chávez und seinen Vizepräsidenten José Vicente Rangel zu erschießen und bald in den Städten zu agieren. Ein hochrangiger Funktionär des kolumbianischen Geheimdienstes DAS erklärte, seine Behörde, rechte Todesschwadronen, die Uribe-Regierung und venezolanische Oppositionelle hätten gemeinsam auf einen gewaltsamen Sturz von Chávez hingearbeitet. Es habe sich dabei um eine „von ganz oben“ abgesegnete Politik gehandelt.
2004 wurden in Caracas mehr als 100 kolumbianische Paramilitärs in venezolanischen Armeeuniformen verhaftet, als sie einen bewaffneten Aufstand vorbereiteten. Nach Angaben des ehemaligen Direktors für Informationstechnologie des kolumbianischen Geheimdienstes DAS, Rafael García, plante der kolumbianische Geheimdienst neben der Ermordung von Hugo Chavez und seinem damaligen Vizepräsidenten José Vicente Rangel auch die Ermordung von Innenminister Jesse Chacón und Generalstaatsanwalt Isaías Rodríguez, sowie Aktionen in Venezuela, die zum Ziel hatten, die Wirtschaft des Landes zu stören und die Bevölkerung zu verunsichern. Von kolumbianischer Seite seien an den Vorbereitungen der damalige kolumbianische Innenminister Fernando Londoño, der Chef des Geheimdienstes Jorge Noguera, ein Kommandant der rechtsradikalen Paramilitärs und ein kolumbianischer Staatsanwalt beteiligt gewesen.
Im Dezember 2004 wurde Rodrigo Granda, Vertreter für internationale Angelegenheiten der FARC, in der venezolanischen Hauptstadt entführt und an die kolumbianischen Behörden übergeben. Später wurde bekannt, dass die Entführung von Kolumbiens Polizei und Armee organisiert und mit Hilfe zweier korrupter Offiziere einer venezolanischen Spezialeinheit und drei gekauften Mitgliedern der venezolanischen Nationalgarde GAES durchgeführt worden war. Rodrigo Granda berichtete später, dass ihm in Kolumbien viel Geld, Freiheit und Reisepässe für ihn und seine Familie angeboten worden seien unter der Bedingung, dass er Chávez kompromittiert, indem er behauptet, dass Chávez die Farc protegiere und dass seine Regierung ihn unterstützt habe. Das aber lehnte Granda kategorisch ab. Chávez wiederum attackierte Kolumbien wegen der Entführung eines Mannes, gegen den kein internationaler Haftbefehl vorlag. Sein Botschafter in Bogotá beschwerte sich über die „Verletzung der nationalen Souveränität Venezuelas“ und suspendierte die bilateralen Handelsabkommen.
Laut einer von WikiLeaks veröffentlichten Depesche der US-amerikanischen Botschaft in Bogotá vom April 2005 unterhielt Kolumbien im venezolanischen Bundesstaat Zulia heimlich eine 100 Mann starke Anti-Guerillaeinheit der kolumbianischen Armee. Spezialeinheiten des kolumbianischen Geheimdienstes hätten bei der Verfolgung von 30 mutmaßlichen Mitgliedern der Guerilla venezolanische Polizeieinheiten korrumpiert.
Kolumbianische Paramilitärs waren in Venezuela besonders im Grenzgebiet anwesend. Sie verdrängten die einheimische Kriminalität aus Aktivitäten wie Wucher, Drogen- und Menschenhandel sowie Glücksspiel. Weitere Betätigungsfelder sind das Kassieren von Schutzgeldern, Schmuggel von Benzin und Nahrungsmitteln nach Kolumbien, Entführungen, Geldwäsche und Erpressung. In einigen Fällen kollaborieren sie mit Soldaten der venezolanischen Armee und der Guardia Nacional. Sie werden von venezolanischen Viehzüchtern unterstützt und arbeiten mit Einschüchterungs- und Abschreckungsmaßnahmen sowie nach Angaben von Dario Azzellini mit „selektiven Morden an Bauern und revolutionären Kadern“.

### Ecuador
Zwischen Kolumbien und Ecuador waren wiederholt Spannungen aufgetreten, weil kolumbianische Truppen und Kampfflugzeuge die Grenze bei Gefechten mit der Guerilla überschritten hatten. Zur Vergiftung des Verhältnisses zwischen beiden Ländern trug auch das Besprühen von Kokapflanzungen aus Flugzeugen mit dem Pflanzengift Glyphosat in der Grenzregion bei, was zu schweren Schäden in der Landwirtschaft und zu anhaltenden gesundheitlichen Problemen der Anwohner der betroffenen Grenzregion führte. Vor den Kämpfen in Kolumbien und der Vergiftung durch Glyphosat sind zehntausende Kolumbianer nach Ecuador geflüchtet.

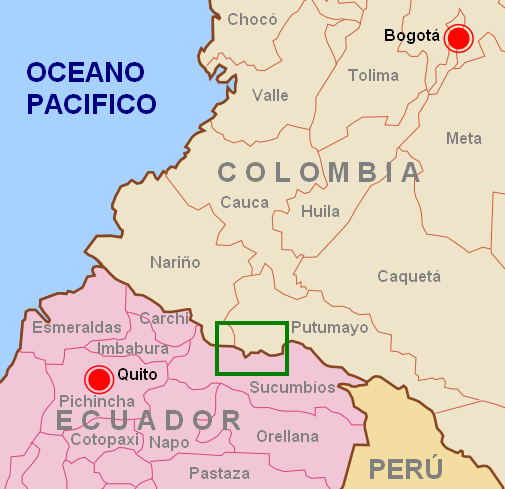
Lage des Gebietes, in dem der Angriff stattfand

Am 1. März 2008 verübte das kolumbianische Militär ohne Wissen der ecuadorianischen Behörden einen nächtlichen Luftangriff auf ein Lager von FARC-Rebellen auf ecuadorianischem Hoheitsgebiet mit anschließender Offensive von Bodentruppen. Dabei wurden der Sprecher des Oberkommandos der FARC, Raúl Reyes, der mit internationalen Akteuren in Verhandlungen über die Freilassung von Entführten stand, sowie 23 weitere Menschen getötet, darunter FARC-Rebellen und Zivilisten, unter anderen ein ecuadorianischer Staatsbürger namens Franklin Aisalla, den die kolumbianischen Behörden für ein langjähriges FARC-Mitglied namens Julián Conrado hielten. Zwei der Getöteten, Raúl Reyes und Franklin Aisalla, wurden vom kolumbianischen Militär nach Kolumbien gebracht, die anderen am Tatort zurückgelassen. Drei Frauen überlebten den Angriff, der die Guerilleros im Schlaf überraschte.

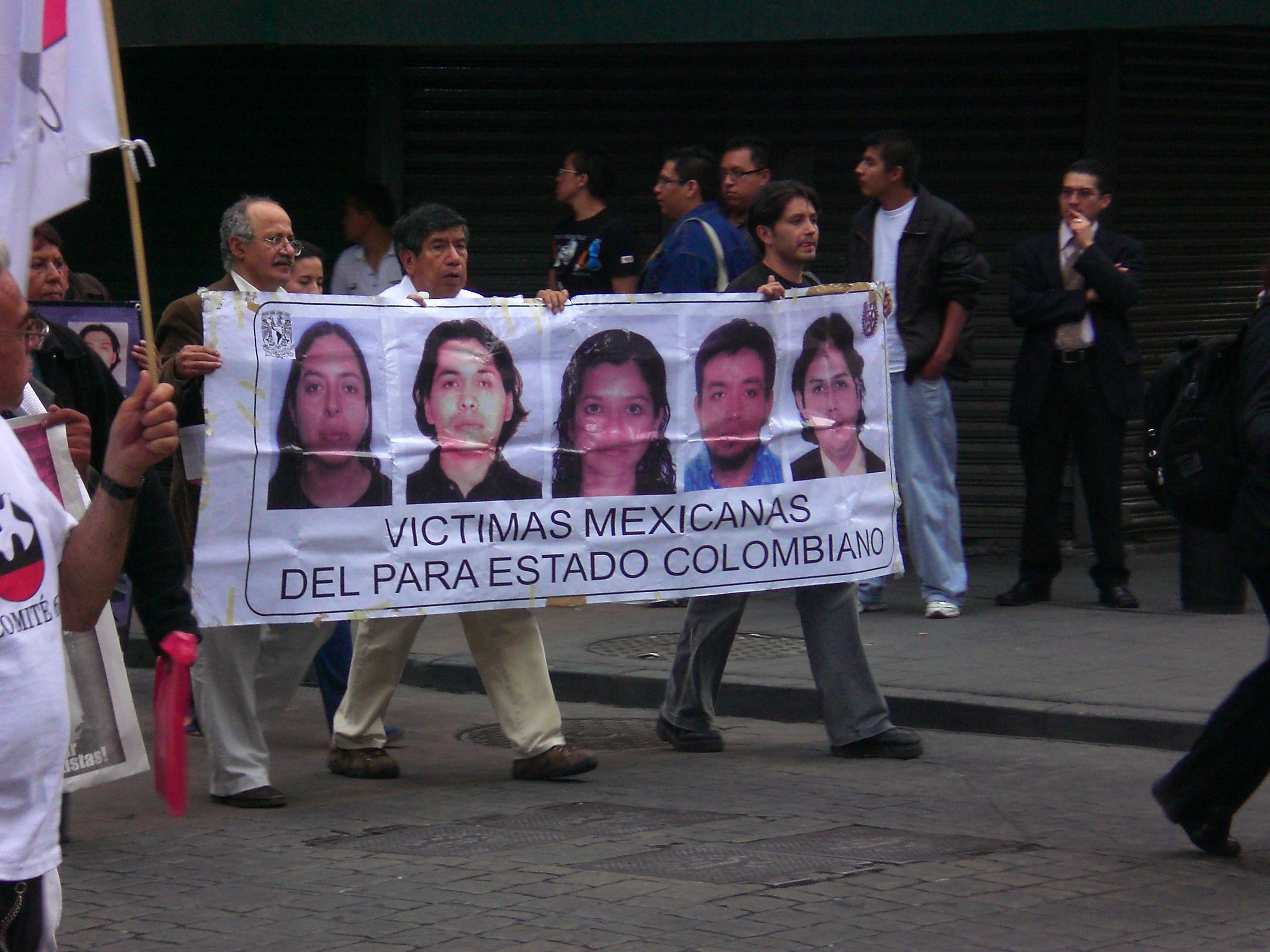
Protest in Mexiko wegen der Tötung von fünf mexikanischen Studenten durch die Bombardierung

Die Organisation Amerikanischer Staaten (OAS) erstellte einen Untersuchungsbericht. Nicaragua gewährte den drei Frauen, die nach eigenen Angaben für „häusliche Arbeiten“ im Camp zuständig waren, Asyl.
Laut forensischer Untersuchungen, die von ecuadorianischen Behörden unter Beteiligung zweier französischer Gerichtsmediziner durchgeführt wurden, waren mehrere der vom kolumbianischen Militär zurückgelassenen Toten in verwundetem Zustand von hinten erschossen worden. Die Untersuchungen an dem ecuadorianischen Staatsbürger hätten ergeben, dass ihm wohl in kniender Position der Schädel mit einem viereckigen Gegenstand eingeschlagen wurde, nachdem er schon eine Schussverletzung im Rücken hatte, die aber nicht tödlich war. Die kolumbianische Regierung wies diese Anschuldigungen zurück. Es existierten Videoaufnahmen der Operation, die auch zeigten, wie mit den Verwundeten umgegangen wurde. Außenminister Araújo betonte, dass die eigenen Obduktionen an den Körpern von Franklin Aisalla und Raúl Reyes streng nach dem Minnesota-Protokoll durchgeführt worden seien. Die forensischen Untersuchungen der ecuadorianischen Behörden am Leichnam von Franklin Aisalla waren möglich geworden, nachdem die Eltern des Getöteten ihn auf einem Zeitungsfoto als ihren Sohn erkannt hatten und er daraufhin den ecuadorianischen Behörden übergeben worden war. Wegen der Tötung Franklin Aisallas reichte Ecuador am 11. Juni 2009 Klage gegen Kolumbien bei der Interamerikanischen Kommission für Menschenrechte ein. In der Klageschrift wird versichert, dass es sich bei der Tötung um eine außergerichtliche Hinrichtung gehandelt habe. Von kolumbianischer Seite wurde das bestritten und der Tod Aisallas als Folge der Bombardierung dargestellt. Am 29. Juni 2009 erließ die ecuadorianische Justiz Haftbefehl gegen den damaligen kolumbianischen Verteidigungsminister Juan Manuel Santos. Die Anklage warf ihm mehrfachen Mord und Angriff gegen die innere Sicherheit Ecuadors vor. Als Präsidentschaftskandidat erklärte Santos in einer Fernsehdiskussion, er sei stolz darauf, den Befehl für diese Aktion gegeben zu haben und wollte nicht ausschließen, auch in Zukunft derlei Aktionen auf venezolanisches oder ecuadorianisches Staatsgebiet zu befehlen. Das Verfahren wurde am 30. März 2011 vom Gericht in Sucumbíos eingestellt. Laut kolumbianischen Radiostationen sei es US-Geheimdiensten gelungen, Raúl Reyes über dessen Satellitentelefon zu orten und „ausländische Spionageflugzeuge“ hätten Luftaufnahmen von seinem Aufenthaltsort geliefert. Führende kolumbianische Regierungsbeamte bestätigten später, dass US-Aufklärungsflugzeuge die Informationen für die Militäraktion geliefert hätten. Laut dem Bericht einer vom ecuadorianischen Präsidenten eingesetzten Untersuchungskommission über die Infiltrierung der ecuadorianischen Streitkräfte durch US-Geheimagenten war die CIA über alles vollständig informiert und hat den Angriff unterstützt. Nach ecuadorianischen Angaben hatten die USA für den Angriff „intelligente“ Bomben zur Verfügung gestellt, die nach Erkenntnissen der ecuadorianischen Streitkräfte nicht von kolumbianischen Flugzeugen aus abgeworfen worden sein konnten. Die Regierung der Vereinigten Staaten bestritt jegliche Verwicklung in diesen Angriff.
Der ecuadorianische Präsident, Rafael Correa, beschuldigte Kolumbien der Verletzung der Hoheit seines Landes und zog seinen Botschafter aus Kolumbien ab. Am 5. März 2008 formulierte die OAS in einer Krisensitzung eine Resolution, in der der kolumbianische Militärschlag gegen die FARC-Rebellen im ecuadorianischen Nachbarland als Verletzung der Souveränität Ecuadors kritisiert wird, ohne darin eine direkte Verurteilung Kolumbiens auszusprechen. Zwei Tage später kam es am Rande eines Gipfeltreffens der Rio-Gruppe mit der Entschuldigung und dem Versprechen Uribes, nie wieder militärische Operationen außerhalb der Grenzen Kolumbiens zu unternehmen, zu einer vorläufigen Beruhigung des Konflikts. Bei dem Einsatz wurden durch die kolumbianischen Behörden auch Computer und Datenträger erbeutet, deren Authentizität zu späteren Zeitpunkten unklar blieb. Die kolumbianische Justiz eröffnete anhand der Datenträger seit dem Jahr 2008 eine Reihe von Terrorismus-Verfahren gegen oppositionelle Politiker, Aktivisten, Wissenschaftler und Journalisten. Oppositionelle werfen den kolumbianischen Ermittlungsbehörden vor, eine Einschüchterungs- und Diffamierungskampagne gegen politisch missliebige Personen durchzuführen.
Ende März 2008 reichte Ecuador Klage gegen Kolumbien beim Internationalen Gerichtshof in Den Haag wegen der Besprühungen mit Glyphosat ein. Außerdem warnte Ecuadors Präsident Correa die FARC, dass Ecuador in Zukunft Militärcamps und -patrouillen der Guerillaarmee auf ecuadorianischem Hoheitsgebiet als Kriegshandlung gegen sein Land betrachten werde. Man werde weder reguläre noch irreguläre ausländische militärische Truppen auf ecuadorianischem Boden dulden.
Ecuador knüpfte die Wiederaufnahme der diplomatischen Beziehungen an die Zustimmung Kolumbiens zu einer völligen Aufklärung des Militärschlags gegen die FARC, was von kolumbianischer Seite verweigert wurde. Erst im November 2009 wurden diplomatische Beziehungen auf der Ebene von Geschäftsträgern wieder aufgenommen.
Auch nach dem Angriff vom 1. März 2008 kam es wiederholt zu Übergriffen kolumbianischen Militärs und Paramilitärs auf ecuadorianisches Territorium.

## Juristische Aufarbeitung
Am 5. Juli 2011 wurde Major Orlando Arturo Cespedes Escalona, stellvertretender Kommandeur der in Sucre stationierten Armeeeinheit Fuerza de Tarea Conjunta del Ejército en Sucre, wegen der Beteiligung am Verschwinden und Tod von elf jungen Menschen angeklagt. Die Anklage steht im Zusammenhang mit dem Falsos-Positivos-Skandal.
Am 13. Juli 2011 wurde Luis Fernando Borja Aristizábal als erster Offizier im Rahmen des Falsos Positivos-Skandals zu 21 Jahren Haft verurteilt.
Mitte September 2011 verurteilte das Oberste Gericht den früheren Chef des DAS, Jorge Noguera Cotes, zu 25 Jahren Haft. Er hatte Namenslisten von linken Aktivisten und Gewerkschaftern an Todesschwadrone übergeben.

## Dokumentarfilm
- La Sierra ist ein 2005 hergestellter US-amerikanisch-kolumbianischer Dokumentarfilm, der vom Leben dreier jugendlicher Bandenmitglieder des „Bloque Metro“ im Viertel Sierra in der Millionenstadt Medellín erzählt. Die Dokumentation wurde bei mehreren internationalen Filmfestspielen ausgezeichnet.

### Akteure
- Offizielle Website der Regierung
- Offizielle Website der Polizei
- Website der ELN
- Website der FARC-EP Frente Antonio Nariño – Bloque Oriental